# アントイネッテ・アマーリエ・フォン・ブラウンシュヴァイク＝ヴォルフェンビュッテル
アントイネッテ・アマーリエ・フォン・ブランシュヴァイク＝ヴォルフェンビュッテル（Antoinette Amalie von Braunschweig-Wolfenbüttel, 1696年4月22日 - 1762年3月6日）は、ドイツのブラウンシュヴァイク＝ヴォルフェンビュッテル公フェルディナント・アルブレヒト2世の妻。

## 生涯
ブラウンシュヴァイク＝ヴォルフェンビュッテル公ルートヴィヒ・ルドルフとその妻のエッティンゲン＝エッティンゲン侯女クリスティーネ・ルイーゼの間の末娘として生まれた。
2人の姉、エリーザベト・クリスティーネとシャルロッテ・クリスティーネは、祖父アントン・ウルリヒの采配で、それぞれ神聖ローマ皇帝カール6世、モスクワ・ロシアの世継ぎ王子アレクセイ・ペトロヴィチに嫁いだ。末娘のアントイネッテ・アマーリエは、祖父の甥で、ヴォルフェンビュッテル侯領を相続する予定の人物に嫁ぐことが定められていた。
1712年10月15日、アントイネッテ・アマーリエはブラウンシュヴァイクにおいて、分家筋で父の従弟にあたるブラウンシュヴァイク＝ベーヴェルン公フェルディナント・アルブレヒト2世と結婚した。公爵夫妻の夫婦仲は非常に良く、アントイネッテ・アマーリエは8男7女の15人の子供の母親になった。子沢山ということもあり、アントイネッテとその家族は父ルートヴィヒ・ルドルフの宮殿で比較的つましい生活を送ることを余儀なくされた。1735年に父ルートヴィヒ・ルドルフが死ぬと、夫のフェルディナント・アルブレヒト2世が義父の領地を継承した。しかしその年のうちには亡くなり、アントイネッテは残りの27年間の余生を未亡人として過ごした。

## 子女
- カール1世（1713年 - 1780年） - ブラウンシュヴァイク＝ヴォルフェンビュッテル公
- アントン・ウルリヒ（1714年 - 1774年）　- アンナ・レオポルドヴナと結婚、ロシア皇帝イヴァン6世の父
- エリーザベト・クリスティーネ（1715年 - 1797年） - 1733年、プロイセン王フリードリヒ2世と結婚
- ルートヴィヒ・エルンスト（1718年 - 1792年）
- アウグスト（1719年 - 1720年）
- フリーデリケ（1719年 - 1772年）
- フェルディナント（1721年 - 1792年）
- ルイーゼ・アマーリエ（1722年 - 1780年） - 1742年、プロイセン王子アウグスト・ヴィルヘルムと結婚、プロイセン王フリードリヒ・ヴィルヘルム2世の母。
- ゾフィー・アントイネッテ（1724年 - 1802年） - 1749年、ザクセン＝コーブルク＝ザールフェルト公エルンスト・フリードリヒと結婚
- アルブレヒト（1725年 - 1745年）
- シャルロッテ（1725年 - 1766年）
- テレーゼ（1728年 - 1778年） - ガンデルスハイム女子修道院長
- ユリアーネ・マリー（1729年 - 1796年） - 1752年、デンマーク＝ノルウェー王フレゼリク5世と結婚
- フリードリヒ・フランツ（1732年 - 1758年）